# Неодим
| 60        | Неодим |
| Nd144,242 |        |
| 4f46s2    |        |

Неоди́м (химический символ — Nd, от лат. Neodymium) — химический элемент 3-й группы (по устаревшей классификации — побочной подгруппы третьей группы, IIIB), шестого периода периодической системы химических элементов Д. И. Менделеева, с атомным номером 60.
Относится к семейству лантаноидов (к его цериевой подгруппе).
Простое вещество неодим — мягкий металл серебристо-белого цвета с золотистым оттенком.

## История
Неодим был открыт в 1885 году австрийским химиком Карлом Ауэром фон Вельсбахом. Он разделил дидим — смесь двух редкоземельных металлов, трудно разделяемую из-за чрезвычайной близости их химических свойств и ранее считавшуюся индивидуальным химическим элементом, на неодим и празеодим. Получить неодим в чистом виде, практически свободном от примесей празеодима, удалось лишь в 1925 году.

## Происхождение названия
Название «неодим» (лат. Neodymium) представляет собой слияние двух греческих слов νέος «новый» и δίδυμος «близнец», что связано с историей открытия элемента.

## Нахождение в природе
Содержание неодима в земной коре (по разным данным) — 25—37 г/т, в воде океанов — 9,2⋅10−6 мг/л.

### Месторождения
Неодим входит в состав лантаноидов, месторождения которых находятся в России, США, Казахстане, Украине, Австралии, Бразилии, Индии, Скандинавии, Китае. Последний является основным производителем, а также экспортёром неодима.
Общая сырьевая база редкоземельных элементов в мире составляет примерно 100 млн т, из которых на долю КНР приходится до 52 млн тонн. Китай поставляет 92—94 % мировых объёмов редкоземельных элементов.

## Физические свойства
Полная электронная конфигурация атома неодима: 1s22s22p63s23p64s23d104p65s24d105p66s24f4.
Неодим — мягкий металл серебристо-белого цвета с золотистым оттенком. Природный неодим очень слабо радиоактивен, он содержит альфа-активный изотоп 144Nd с природным изотопным содержанием η = 23,8% и периодом полураспада T1/2 = 2,29 × 1015 лет, а также изотоп 150Nd с η = 5,6%, испытывающий двойной бета-распад с T1/2 = 9,3 × 1018 лет).
При температуре до 883 °C существует как α-Nd — кристаллы гексагональной сингонии, пространственная группа P63/mmc, параметры ячейки a = 0,36579 нм, c = 1,17992 нм, Z = 4, d = 6,908 г/см3, решётка типа лантана. Выше 883 °C переходит в β-Nd — кристаллы кубической сингонии (гранецентрированная решётка), пространственная группа Fm3m, параметры ячейки a = 0,413 нм, Z = 2, d = 6,80 г/см3, решётка типа α-железа. Энтальпия перехода α-Nd ↔ β-Nd равна 3,0 кДж/моль. Твёрдость по Бриннелю 350—450 МПа.
Теплоёмкость 27,42 кДж/(моль·К). Температура плавления 1016 °C. Температура кипения 3027 °C. Давление паров при температуре плавления 4,50·10−3 Па. Энтропия So
298 = 71,68 Дж/(моль·К). Температурный коэффициент линейного расширения 6,7·10−6 К−1.
Парамагнетик, магнитная восприимчивость +5,628·10−3; ниже точки Нееля (20 К) — антиферромагнетик. Удельное электрическое сопротивление 6,43·10−5 Ом·см.

## Химические свойства
Металлический неодим окисляется с поверхности на воздухе и легко загорается при температуре около 150 °C с образованием оксида неодима(III), образующийся слой оксида отслаивается, не образуя защитную плёнку, и металл продолжает окисляться:
{\displaystyle {\ce {4 Nd + 3 O2 -> 2 Nd2O3}}}.
Окисление неодима на воздухе происходит более легко, чем у лантана, церия и празеодима, однако он более стоек, чем тяжёлые редкоземельные элементы.
Неодим — довольно электроположительный элемент, он медленно реагирует с холодной водой, но достаточно быстро с горячей водой с образованием гидроксида неодима(III):
{\displaystyle {\ce {2 Nd + 6 H2O -> 2 Nd(OH)3 + 3 H2 ^}}}.
Металлический неодим бурно реагирует со всеми галогенами:
{\displaystyle {\ce {2 Nd + 3 F2 -> 2 NdF3}}} (фиолетовый);
{\displaystyle {\ce {2 Nd + 3 Cl2 -> 2 NdCl3}}} (лиловый);
{\displaystyle {\ce {2 Nd + 3 Br2 -> 2 NdBr3}}} (фиолетовый);
{\displaystyle {\ce {2 Nd + 3 I2 -> 2 NdI3}}} (зелёный)
Неодим растворяется в разбавленной серной кислоте с образованием лиловых растворов, содержащих ионы Nd(III). В растворе ионы существуют в виде комплексов {\displaystyle {\ce {[Nd (H2O)9]^{3+}}}}:
{\displaystyle {\ce {2 Nd + 3 H2SO4 -> 2 Nd^{3+}\ +\ 3 SO^{2-}4 + 3 H2}}}.
Помимо соединений, где неодим проявляет степень окисления +3 (только они устойчивы в водных растворах), известны соединения Nd(II) и Nd(IV).

## Изотопы
Природный неодим состоит из семи изотопов: 
- 142Nd с атомным содержанием в природном неодиме 27,153(40) %;
- 143Nd, 12,173(26) %;
- 144Nd, 23,798(19) %;
- 145Nd, 8,293(12) %;
- 146Nd, 17,189(32) %;
- 148Nd, 5,756(21) %;
- 150Nd, 5,638(28) %.

Из них пять стабильны, а два слаборадиоактивны: 144Nd испытывает альфа-распад с периодом полураспада 2,29(16)⋅1015 лет, а 150Nd — двойной бета-распад с периодом полураспада 9,3(7)⋅1018 лет. На 2020 год получено 33 искусственных нестабильных изотопа неодима с массовым числом в диапазоне от 124 до 163; также известны 15 метастабильных возбуждённых состояний его ядер.

## Получение
Неодим при разделении редкоземельных элементов концентрируется вместе с лёгкими лантаноидами и выделяется вместе с празеодимом; смесь соединений Pr(III) и Nd(III) называют дидимом. Металлический неодим получают из безводных галогенидов электролизом их расплава или кальциетермическим восстановлением. Электролиз расплава NdF3 или NdCl3 (с добавками галогенидов Li, К, Са, Ва) ведут при 1000 °C и катодной плотности тока 4,7 А/см²; материал анода и катода — графит.

## Цены
Цены на неодим чистотой 99—99,9 % в 2011 году составляли около 110 долларов США за 1 килограмм, в зависимости от применяемой технологии производства и страны-производителя, а также от конечной формы готового изделия и области его применения и использования.
В 2014 году цена неодима 99 % чистоты составляла примерно 70 долларов США за 1 кг.
За 2010-е годы цена на неодим выросла на 750 %.
В 2023 году цена составляла ~ 90 $/кг.

## Применение
Неодим — один из наиболее широко применяемых металлов из группы лантаноидов наряду с самарием, церием, лантаном и др.
Используется как компонент сплавов с алюминием и магнием для самолёто- и ракетостроения.
Очень важными областями применения неодима являются:
- легирование специальных конструкционных сплавов и сталей (модифицирование высококачественных сталей), неодим в виде добавки 1,5 % в полтора раза увеличивает прочность чистого титана и потому служит для его легирования.
- производство мощных постоянных магнитов (неодим-иттрий-кобальт, неодим-железо-бор),

Соединения неодима применяются в сельском хозяйстве (обработка семян с целью ускорения всхожести, урожайности).
Легирование неодимом значительно повышает прочность термоэлектрических материалов на основе теллуридов и селенидов висмута и сурьмы и повышает термо-ЭДС этих материалов. Имеются указания на то, что легирование неодимом термоэлектрических сплавов системы висмут-теллур-цезий также увеличивает их прочность, термо-ЭДС и временну́ю стабильность.
Оксид неодима применяется в качестве диэлектрика со сверхмалым коэффициентом линейного термического расширения и для производства неодимового стекла (см. ниже).
Фторид неодима применяется для получения высококачественных оптоволоконных световодов для волоконной оптики.
Теллурид неодима — очень хороший термоэлектрический материал и компонент термоэлектрических сплавов, которым придаёт повышенную прочность и улучшает электрофизические характеристики (термо-ЭДС около 170 мкВ/К).
- В нефтехимическом производстве, при изготовлении синтетического каучука СКД-НД служит катализатором (синтетический каучук дивиниловый на неодимовом катализаторе).

### Неодимовое стекло
Минеральное стекло с добавлением оксидов неодима и некоторых других лантаноидов обладает многочисленными полезными физическими и интересными оптическими свойствами, а потому имеет достаточно обширное применение в научных приборах, в аксессуарных и защитных очках, декоративном стеклоделии и другое.

## Биологическая роль
Как и многие другие редкоземельные металлы, элементарный неодим не играет значительной биологической роли в живых организмах.